# Rock-a-Bye Baby
Rock-a-Bye Baby (no Brasil, Bancando a Ama-Seca), é um filme de comédia de 1958, dirigido por Frank Tashlin e protagonizado por Jerry Lewis.

## Sinopse
Clayton Poole (Jerry Lewis) é um rapaz que vive em uma cidade pequena, chamada Midvale. O amor de sua infância, Carla Naples (Marilyn Maxwell), se tornou uma grande estrela e quando ela se casa com um toureiro, que morreu um dia após do casamento, ela fica grávida. Seu agente, Harold Herman (Reginald Gardiner), tenta impedir um escândalo e manda Carla de volta a sua cidade natal, contando a imprensa que ela precisava de concentração para o seu novo papel em um filme épico chamado The White Virgin of the Nile. Carla pede ajuda a Clayton, e ele aceita cuidar do bebê assim que ele nascer.
Mas Carla dá a luz a trigêmeos, e após meses cuidando dos três, Clayton é intimado a justiça por não ter possibilidades suficientes em cuidar das crianças, pois além dele, precisa-se de uma mãe. Clayton se vê obrigado a fazer cursos para voltar com um diploma o certificando de que ele tem condições de criar um bebê, mas mesmo assim, a justiça reprova. Então, para poder adotar as crianças, ele acaba se casando com a irmã mais jovem de Carla, Sandy (Connie Stevens), que está apaixonada por ele. A mando de Carla, a imprensa acaba descobrindo sobre os trigêmeos, dizendo também que ela e Clayton se casaram em segredo. Agora suspeito por bigamia, Clayton foge e se esconde até as coisas se resolverem.
Meses depois, após tudo ter esclarecido e com os bebês de Carla de volta com a mãe, Clayton decide ficar com Sandy, e vendo que os dois continuam casados, eles resolvem ter filhos. Nove meses depois, Sandy dá a luz a cinco gêmeos e a estátua de Clayton com seus cinco filhos é construída na praça de Midvale.

## Elenco
- Jerry Lewis - Clayton Poole
- Marilyn Maxwell - Carla Naples
- Connie Stevens - Sandy Naples
- Salvatore Baccalone - Gigi "Papa" Naples
- Reginald Gardiner - Harold Hermann
- Hans Conried - Sr. Whight
- Isobel Elsom - Sra. Van Cleeve
- James Gleason - Dr. Simpkins
- Ida Moore - Sta. Bessie Polk
- Hope Emerson - Sr. Rogers
- Alex Gerry - Juiz Jenkins
- Mary Treen - Enfermeira
- Judy Franklin - Jovem Carla Naples
- Gary Lewis - Jovem Clayton Poole

## Trilha sonora
As músicas do filme foram escritas por Harry Warren (música) e Sammy Cahn (letra):
- "Rock-a-Bye Baby" - interpretada por Jerry Lewis.
- "The Land of La-La-La" - interpretada por Jerry Lewis e Gary Lewis.
- "Love Is a Lonely Thing" - interpretada por Jerry Lewis.
- "Dormi, Dormi, Dormi (Sleep-Sleep-Sleep)" - interpretada por Salvatori Baccaloni e Jerry Lewis.
- "Why Can't He Care for Me?" - interpretada por Connie Stevens.
- "The White Virgin of the Nile" - interpretada por Marilyn Maxwell.